# 高円宮杯 JFA U-18サッカープリンスリーグ
高円宮杯 JFA U-18サッカープリンスリーグ（たかまどのみやはい ジェイエフエイ アンダーエイティーン サッカープリンスリーグ）日本の高校生（ユース）年代のサッカー大会の一つ。高円宮杯 JFA U-18サッカーリーグにおけるプレミアリーグに次ぐ2部のリーグである。前身は、JFAプリンスリーグU-18、高円宮杯U-18サッカーリーグ プリンスリーグ。

## 歴史
JFAプリンスリーグU-18は2003年に、高円宮杯全日本ユース(U-18)サッカー選手権大会の地域予選を兼ねる大会として日本サッカー協会の主催と朝日新聞社の共催で開始した。JFAプリンスリーグU-18の開始により次のことが期待された。
- 高校・クラブチームを問わず地域ごとで参加チームを強化する
- 地域内でより実力の高いチームが高円宮杯に出場する

2011年に高円宮杯U-18サッカーリーグが開始するとき、JFAプリンスリーグU-18は新たに開始するプレミアリーグに次ぐ2部リーグという位置付けとし、名称も「高円宮杯U-18サッカーリーグ プリンスリーグ」になった。さらに2017年11月1日に日本サッカー協会 (JFA) が発表した「JFAブランディング」の一環としてJFA主催の2018年以降全ての大会名称に "JFA" の文字を加えることと、大会名の整理を行ったこと から、現在の大会名となっている。

## プリンスリーグの概要

### プリンスリーグの地域区分

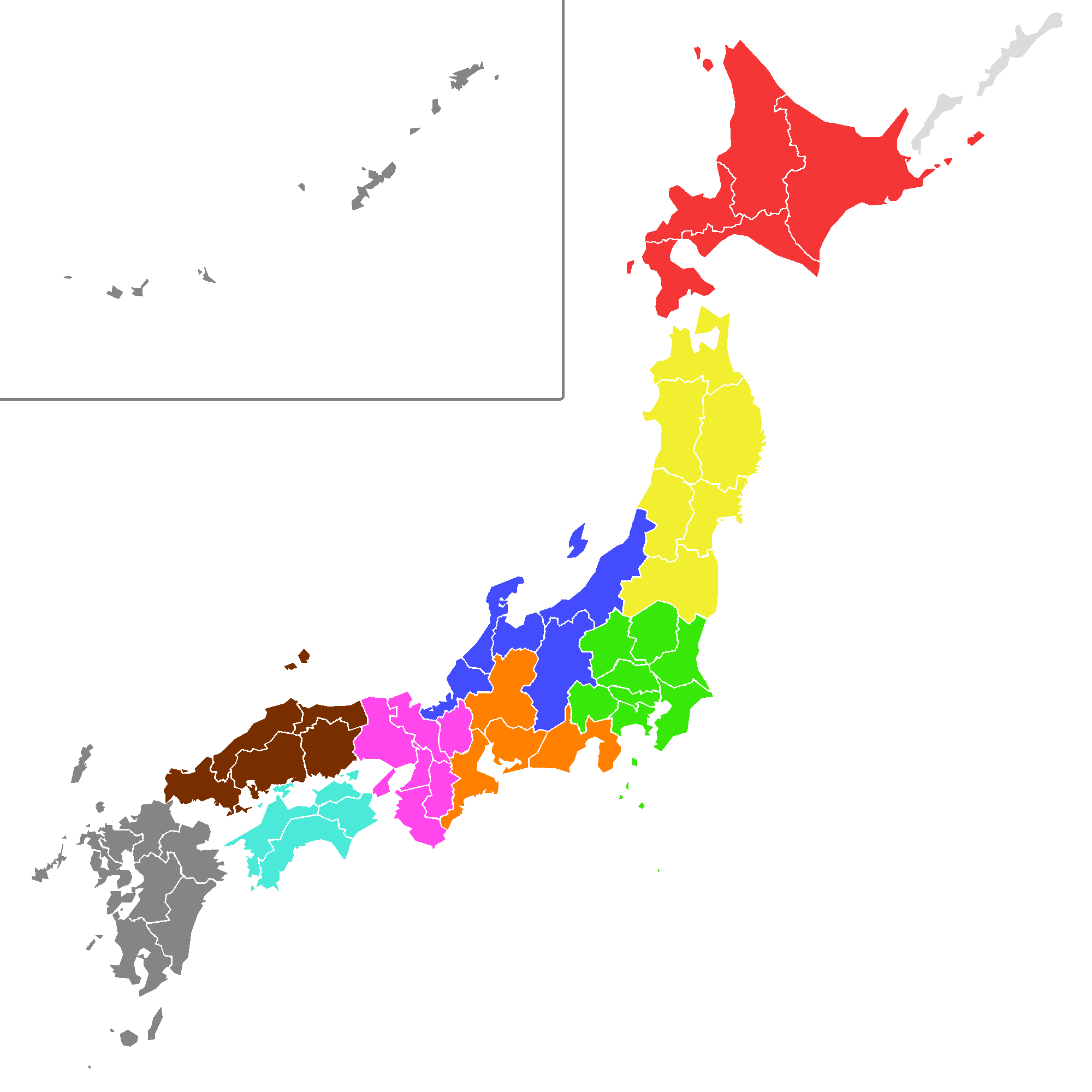
プリンスリーグの地域区分

プリンスリーグは全国を9地域（第1種カテゴリ（社会人）における地域リーグの区分と同じ）に分けて行われる。試合結果に応じて勝ちに3、引き分けに1、負けに0の勝ち点が与えられ、勝ち点の多寡によって順位を決定する。勝ち点が同じ場合、得失点差によって順位を決する。
| リーグ               | 参加都道府県                                                     |
| -------------------- | ---------------------------------------------------------------- |
| プリンスリーグ北海道 | 北海道                                                           |
| プリンスリーグ東北   | 青森県・岩手県・宮城県・秋田県・山形県・福島県                   |
| プリンスリーグ関東   | 茨城県・栃木県・群馬県・埼玉県・千葉県・東京都・神奈川県・山梨県 |
| プリンスリーグ北信越 | 新潟県・富山県・石川県・福井県・長野県                           |
| プリンスリーグ東海   | 岐阜県・静岡県・愛知県・三重県                                   |
| プリンスリーグ関西   | 滋賀県・京都府・大阪府・兵庫県・奈良県・和歌山県                 |
| プリンスリーグ中国   | 鳥取県・島根県・岡山県・広島県・山口県                           |
| プリンスリーグ四国   | 徳島県・香川県・愛媛県・高知県                                   |
| プリンスリーグ九州   | 福岡県・佐賀県・長崎県・熊本県・大分県・宮崎県・鹿児島県・沖縄県 |

#### 一部制への移行と二部制の復活
- 地域によっては、リーグを二つに分け並列で開催したり、二部リーグを持ったりしていたリーグもあったものの、2015年以降はいずれのプリンスリーグも一部制で実施するものとされ[3]、二部制を採用していたリーグは参入戦を実施し一部制に移行した。
  - 北海道・四国 - 2011年の時点で一部制
  - 東海 - 2012年より一部制に移行（高円宮杯U-18サッカーリーグ2011を参照）
  - 東北・北信越・中国 - 2013年より一部制に移行（高円宮杯U-18サッカーリーグ2012を参照）
  - 関東・関西 - 2014年より一部制に移行（高円宮杯U-18サッカーリーグ2013を参照）
  - 九州 - 2015年より一部制に移行（高円宮杯U-18サッカーリーグ2014を参照）
- ただし一部の地域では、2022年以降に二部リーグを（再）創設している。
  - 関東・関西 - 2022年より二部リーグを再創設（高円宮杯 JFA U-18サッカープリンスリーグ 2021を参照）
  - 北信越・九州 - 2023年より二部リーグを再創設（高円宮杯 JFA U-18サッカープリンスリーグ 2022を参照）
  - 北海道 - 2024年より「北海道FAリーグ」を創設しているが、これが「プリンス2部」と言及される場合もある（高円宮杯 JFA U-18サッカープリンスリーグ 2023を参照）

### プレミアリーグへの昇格
各地域のプリンスリーグ上位チームは、プレミアリーグ プレーオフ（2017年までは「プレミアリーグ参入戦」）への出場資格を得る。プレーオフはノックアウトトーナメントで行われ、それぞれのグループを勝ち抜いたチームがプレミアリーグに昇格する。
- 2011年 - 2012年：各プリンスリーグの1位チーム（合計9チーム）が出場する。プレーオフからは4チームが昇格する（2または3チームずつの4グループに分かれる）。
- 2013年 - 2019年：各プリンスリーグの上位チームを、地区ごとの「プリンスリーグ各地域1部出場チーム（プレミアリーグ所属チームのセカンドチームを含む）の成績ポイント」により1-3チームずつ出場枠を配分し、合計16チームがプレーオフに出場する。プレーオフからは4チームが昇格する（4チームずつの4グループに分かれる）。[4]
- 2020年：新型コロナウイルス流行の影響により、プレミアリーグ・プレーオフともに中止。
- 2021年：2022年よりプレミアリーグを20チームから24チームに拡大する関係で、地域ポイントにより地域ごとのプレーオフ出場チーム数を割り振るのは同様とするが、出場チームの総数を18チームとする。参入戦からは6チームが昇格する（3チームずつの6グループに分かれる）。なおプレミアリーグからは2チーム（東西1チームずつ）が降格する。
- 2022年：プレーオフ出場チームを「プリンスリーグからの16チーム + プレミアリーグからの2チーム（東西それぞれの10位チーム）」の18チームとする。プレーオフからは6チームが残留もしくは昇格する（3チームずつの6グループに分かれる）。なおプレミアリーグの東西それぞれの11位・12位チームは自動降格。
- 2023年 - ：2019年までの制度に戻り、プリンスリーグからの16チームが4チームずつに分かれてのプレーオフを行い、4チームが昇格する（プレミアリーグの東西それぞれの10位チームは残留に変更）。

### 都府県リーグへの降格
各地域のプリンスリーグ下位チームは、都府県リーグ（北海道ではブロックリーグ）に降格し、プレーオフを勝ち上がってきた下部リーグのチームと入れ替わる。

## 年度別優勝チーム
- 2部制の地域は1部リーグ優勝チーム
- クラブチームにおける「ユース」「U-18」などの名称は省略
- ◎強調表示  はプレミアリーグプレーオフ（プレミアリーグ参入戦）を勝ち抜いたチーム（2011年以降）
- ■印は、プレミアリーグプレーオフへの出場資格がなかったチーム（プレミアリーグプレーオフには出場資格のある次点のチームが出場）
- 2020年の★印は、プレミアリーグの中止に伴い、プレミアリーグ参加予定であったチームを加えた「スーパープリンスリーグ」として実施した地域（高円宮杯 JFA U-18サッカープリンスリーグ 2020を参照）

| 年   | 北海道           | 東北                | 関東              | 北信越              | 東海             | 関西            | 中国                | 四国             | 九州             |
| ---- | ---------------- | ------------------- | ----------------- | ------------------- | ---------------- | --------------- | ------------------- | ---------------- | ---------------- |
| 2003 | コンサドーレ札幌 | 青森山田高校        | 市立船橋高校      | 星稜高校            | 清水エスパルス   | ガンバ大阪      | サンフレッチェ 広島 | 愛媛FC           | 鹿児島城西高校   |
| 2004 | コンサドーレ札幌 | 青森山田高校        | 桐蔭学園高校      | 星稜高校            | ジュビロ磐田     | ガンバ大阪      | サンフレッチェ 広島 | 愛媛FC           | 鹿児島実業高校   |
| 2005 | コンサドーレ札幌 | 青森山田高校        | 横浜F・マリノス   | 星稜高校            | 静岡学園高校     | ガンバ大阪      | サンフレッチェ 広島 | 愛媛FC           | 鵬翔高校         |
| 2006 | 札幌第一高校     | 青森山田高校        | 横浜F・マリノス   | 水橋高校            | 静岡学園高校     | ヴィッセル神戸  | サンフレッチェ 広島 | 高知高校         | ルーテル学院高校 |
| 2007 | コンサドーレ札幌 | 青森山田高校        | 市立船橋高校      | 星稜高校            | ジュビロ磐田     | ガンバ大阪      | サンフレッチェ 広島 | 徳島ヴォルティス | 東海第五高校     |
| 2008 | コンサドーレ札幌 | 青森山田高校        | FC東京            | アルビレックス 新潟 | 名古屋グランパス | セレッソ大阪    | 広島皆実高校        | 愛媛FC           | 鹿児島城西高校   |
| 2009 | コンサドーレ札幌 | 青森山田高校        | FC東京            | 星稜高校            | ジュビロ磐田     | ヴィッセル神戸  | サンフレッチェ 広島 | 愛媛FC           | 東福岡高校       |
| 2010 | コンサドーレ札幌 | 青森山田高校        | FC東京            | 富山第一高校        | 清水エスパルス   | セレッソ大阪    | サンフレッチェ 広島 | 愛媛FC           | アビスパ福岡     |
| 2011 | ◎旭川実業高校    | 聖和学園高校        | ◎鹿島アントラーズ | 星稜高校            | ジュビロ磐田     | ◎ヴィッセル神戸 | ◎岡山県作陽高校     | 済美高校         | 大津高校         |
| 2012 | 大谷室蘭高校     | ◎JFAアカデミー 福島 | ◎桐光学園高校     | アルビレックス 新潟 | ジュビロ磐田     | ◎ガンバ大阪     | 広島皆実高校        | 香川西高校       | ◎大津高校        |

| 年   | 北海道                  | 東北                   | 関東                 | 北信越               | 東海               | 関西                  | 中国                | 四国             | 九州                      | その他の昇格・残留チーム                                                                    |
| ---- | ----------------------- | ---------------------- | -------------------- | -------------------- | ------------------ | --------------------- | ------------------- | ---------------- | ------------------------- | ------------------------------------------------------------------------------------------- |
| 2013 | 帯広北高校              | ベガルタ仙台           | 前橋育英高校         | 星稜高校             | ジュビロ磐田       | 大阪桐蔭高校          | 広島県瀬戸内高校    | 愛媛FC           | 大分トリニータ            | ◎柏レイソル（関東2位） ◎市立船橋高校（関東3位） ◎京都橘高校（関西2位） ◎東山高校（関西3位） |
| 2014 | 大谷室蘭高校            | ベガルタ仙台           | ◎大宮 アルディージャ | アルビレックス 新潟  | 清水桜が丘高校     | ◎履正社高校           | 立正大淞南高校      | 徳島市立高校     | ◎大分トリニータ           | ◎FC東京（関東2位）                                                                          |
| 2015 | 旭川実業高校            | 尚志高校               | ◎横浜F·マリノス      | ◎アルビレックス 新潟 | 静岡学園高校       | ◎神戸弘陵学園高校     | 米子北高校          | 徳島市立高校     | ◎大津高校                 | なし                                                                                        |
| 2016 | 北海道 コンサドーレ札幌 | ベガルタ仙台           | ◎浦和レッズ          | 新潟明訓高校         | JFAアカデミー 福島 | ◎阪南大学高校         | ◎米子北高校         | 明徳義塾高校     | 長崎総合科学大学 附属高校 | ◎アビスパ福岡（九州2位）                                                                    |
| 2017 | 北海道 コンサドーレ札幌 | 青森山田高校 セカンド■ | 前橋育英高校         | ◎富山第一高校        | ◎名古屋グランパス  | 大阪桐蔭高校          | 広島皆実高校        | 徳島ヴォルティス | サガン鳥栖                | ◎流経大柏高校（関東2位） ◎ジュビロ磐田（東海2位）                                           |
| 2018 | 旭川実業高校            | ◎尚志高校              | 矢板中央高校         | 新潟明訓高校         | 静岡学園高校       | 東海大学付属 仰星高校 | 岡山学芸館高校      | ◎愛媛FC          | サガン鳥栖                | ◎大宮アルディージャ（関東3位） ◎大津高校（九州2位）                                         |
| 2019 | 北海道 コンサドーレ札幌 | 青森山田高校 セカンド■ | ◎FC東京              | 帝京長岡高校         | JFAアカデミー福島  | 阪南大学高校          | 岡山県作陽高校      | 徳島ヴォルティス | ◎サガン鳥栖               | ◎横浜F・マリノス（関東2位） ◎横浜FC（関東3位）                                              |
| 2020 | 旭川実業高校            | 青森山田高校★          | 東京ヴェルディ       | 丸岡高校             | 清水エスパルス★    | セレッソ大阪★         | サンフレッチェ広島★ | 徳島ヴォルティス | 大津高校★                 | （プレーオフ中止）                                                                          |
| 2021 | 北海道 コンサドーレ札幌 | 尚志高校               | ◎川崎フロンターレ    | 帝京長岡高校         | ◎静岡学園高校      | ◎履正社高校           | 米子北高校          | カマタマーレ讃岐 | V・ファーレン長崎         | ◎前橋育英高校（関東2位） ◎桐生第一高校（関東3位） ◎JFAアカデミー福島（東海2位）             |
| 2022 | ◎旭川実業高校           | 青森山田高校 セカンド■ | ◎昌平高校            | 帝京長岡高校         | 浜松開誠館高校     | 興國高校              | ◎米子北高校         | 愛媛FC           | ◎神村学園高等部           | ◎市立船橋高校（プレミアEAST10位） ◎尚志高校（東北2位）                                      |
| 2023 | 北海高校                | 青森山田高校 セカンド■ | ◎鹿島アントラーズ    | ◎帝京長岡高校        | JFAアカデミー福島■ | 京都サンガ            | ◎ファジアーノ岡山   | 徳島ヴォルティス | ◎鹿児島城西高校           | なし                                                                                        |
| 2024 | 北海道 コンサドーレ札幌 | 青森山田高校 セカンド■ | ◎東京ヴェルディ      | カターレ富山         | 清水エスパルス     | ◎ガンバ大阪           | 岡山学芸館高校      | 愛媛FC           | ◎アビスパ福岡             | ◎浦和レッズ（関東3位）                                                                      |

1. ↑  JFAアカデミー福島のU-18チームが2023年度をもって活動を終了するため。